# قصر الحیر غربی
قصر الحیر غربی، دژ یا قلعه‌ای در ۸۰ کیلومتری جنوب-غربی پالمیرا و جادهٔ دمشق در سوریه قرار دارد. این کاخ زوج قصر الحیر شرقی است که توسط هشام بن عبدالملک در ۷۲۷ م؛ و به سبک معماری بیزانس ساخته‌شده‌است. برج‌های نیم استوانه‌ای آن در دو طرف راهرو، ستون‌ها و شکل‌های هندسی، منعکس کنندهٔ ترکیبی از معماری ایرانی، بیزانسی و عرب است.

## علت ساخت
شیوهٔ معماری آن مشابه قصر الحیر شرقی است که توسط خلیفه اموی هشام بن عبدالملک به سال ۷۲۷ میلادی بنا نهاده و به سبک معماری بیزانس ساخته شده‌است. این دژ به مثابه دیدبان پادشاه در سراسر منطقه به منظور مهار قبایل صحرایی تلقی می‌شد، افزون بر این بمنظور جایگاه شکار نیز استفاده می‌شد. این کاخ بعدها توسط ایوبیان و مملوکان مصر مورد بهره‌برداری قرار گرفته بود اما برای همیشه پس از تسلط مغول متروکه گردید.

## سبک معماری
کاخ به شکل چهارگوش با طرح کلی ۷۰ متر کناره‌ها است. راهروی مرکزی کاخ بسیار دلکش و متحرک بوده و در موزه ملی دمشق به عنوان ورودی به کار می‌رفته‌است. برج‌های نیمه استوانه‌ای کناره‌های راهرو، ستون‌ها و اشکال هندسی آینه‌کاری شده، آمیزه‌ای از معماری ساسانی و بیزانسی و عربی است. هم‌اکنون چیز زیادی جز یک مخزن جمع‌آوری آب و حمام و خان‌نشین باقی نمانده‌است دروازه این کاخ به عنوان موزه ملی سوریه مورد استفاده قرار گرفته‌است.